# Encanto (Sérgio Mendes)
Encanto è un album del 2008 di Sérgio Mendes.

## Descrizione
L'album è stato pubblicato in Italia e nel resto dell'Europa il 5 marzo 2008 mentre negli Stati Uniti è stato pubblicato il 10 giugno dello stesso anno.
Il primo singolo è The Look of Love, in collaborazione con Fergie.
In quest'album Mendes si ispira alle sonorità brasiliane ed anche a Encanto, come Timeless, partecipano artisti come Will.i.am, Fergie, Natalie Cole, Juanes e Jovanotti.

## Tracce
1. The Look of Love (feat. Fergie) – 4:00
2. Funky Bahia (feat. Will.i.am & Siedah Garrett) – 3:58
3. Agua De Beber (feat. Will.I.Am) – 4:04
4. Odo-Ya (feat. Carlinhos Brown) – 3:51
5. Waters Of March (feat. Ledisi) – 3:58
6. Lugar Comum (feat. Jovanotti) – 4:16
7. Somewhere In The Hills (feat. Natalie Cole) – 4:01
8. Morning In Rio – 4:20
9. Dreamer (feat. Herb Alpert & Iani Hall) – 4:43
10. Y Vamos La (feat. Juanes) – 4:18
11. Acode (feat. Vanessa Da Mata) – 4:28
12. Catavento E Girassol (feat. Gracinha Leporace) – 3:51
13. E Vamos La – 4:19
14. Les Eaux De Mars (feat. Zap Mama) – 3:57